# Truchas
Truchas ist ein nordspanischer Ort und eine Gemeinde (municipio) mit 392 Einwohnern (Stand: 2024) in der Provinz León in der Autonomen Gemeinschaft Kastilien-León.

## Lage
Der Ort Truchas liegt am Ufer des Flüsschens Eria in einer Höhe von etwa 1120 Metern ü. d. M. Die Entfernung nach Benavente beträgt etwa 90 Kilometer (Fahrtstrecke) in südöstlicher Richtung; Ponferrada liegt etwa 50 Kilometer nördlich. Die flächenmäßig vergleichsweise große Gemeinde besteht aus weiteren zwölf Ortschaften bzw. Weilern: Baillo, Corporales, La Cuesta, Cunas, Iruela, Manzaneda, Pozos, Quintanilla de Yuso, Truchillas, Valdavido, Villar del Monte und Villarino.

## Bevölkerungsentwicklung
| Jahr      | 1960  | 1970  | 1981  | 1991  | 2001 | 2011 |
| Einwohner | 3.026 | 2.675 | 1.610 | 1.159 | 720  | 507  |

Im 19. Jahrhundert lag die Einwohnerzahl der Gemeinde meist bei deutlich über 3.000 Personen. Aufgrund der Mechanisierung der Landwirtschaft ging die Zahl der Arbeitsplätze im 20. Jahrhundert deutlich zurück, was die Landflucht enorm vorantrieb.

## Wirtschaft
Die Bewohner der Gemeinde leben seit Jahrhunderten hauptsächlich von der Landwirtschaft und hier vor allem von der Viehzucht; auch die Forstwirtschaft spielt eine bedeutende Rolle. In den letzten Jahrzehnten des 20. Jahrhunderts ist der Tourismus als Einnahmequelle hinzugekommen; viele leerstehende Häuser werden als Ferienwohnungen (casas rurales) vermietet.

## Geschichte
Zur Geschichte der hochgelegenen und wahrscheinlich erst relativ spät besiedelten Gemeinde ist nur wenig bekannt; Kelten, Römer, Westgoten und Mauren haben keinerlei archäologische Spuren hinterlassen. Einige der kleinen Pfarrkirchen stammen aus dem 15./16. Jahrhundert.

## Sehenswürdigkeiten
Das Gebiet um Truchas bietet viele landschaftlich reizvolle Eindrücke und eignet sich gut zum Wandern.